# مارينا ويلك
مارينا ويلك (بالإنجليزية: Marina Wilke)‏‏ (28 فبراير 1958 في برلين - ) موجهة قوارب من ألمانيا.

## الجوائز
- وسام الاستحقاق الوطني الفضي ‏

## روابط خارجية
- مارينا ويلك على موقع الاتحاد الدولي للتجديف (الإنجليزية)
- مارينا ويلك على موقع اللجنة الأولمبية الدولية (الإنجليزية)
- مارينا ويلك على موقع أوليمبيديا (الإنجليزية)